# 島田克美
島田 克美（しまだ かつみ、1926年1月3日 - ）は、日本の経済学者。学位は、博士（商学）（大阪市立大学・1992年）。住友商事理事、京都学園大学教授等を歴任。

## 略歴
石川県生まれ。1947年東京帝国大学法学部卒。1948年人事院、1950年公正取引委員会、1957年経済企画庁、1967年住友商事入社、1974年業務本部調査計画部長、1981年理事、事務本部副本部長、京都学園大学経済学部教授、1989年流通経済大学特任教授、1997年客員教授。1992年「商社商権論」で大阪市立大学より博士（商学）の学位を取得。

## 著書
- 『国際経済と日本』学文社双書 1984
- 『海外直接投資入門』学文社 1986
- 『産業の昭和社会史 2 商社』日本経済評論社 1986
- 『日米経済の摩擦と協調』有斐閣 1988
- 『商社商権論』東洋経済新報社 流通経済大学流通問題研究所叢書　1990
- 『系列資本主義』日本経済評論社 1993
- 『東アジアと台湾の経済 政府、市場、組織・ネットワークの役割』学文社 1994
- 『企業間システム 日米欧の戦略と構造』日本経済評論社 1998
- 『概説海外直接投資』学文社 1999
- 『親鸞教の歴史ドラマ 忘れえぬ著者たち』ライフリサーチプレス 2006
- 『企業間関係の構造 企業集団・系列・商社』流通経済大学出版会 2010
- 『戦後史の経済 異論の現場』創英社/三省堂書店 2014

### 共編著
- 『現代アメリカ経済論』岡本登太郎共編 京都学園大学アメリカ経済研究会著 日本経済評論社 1989
- 『国際経営論 日本企業のグローバル化と経営戦略』竹田志郎共編著 ミネルヴァ書房 1992
- 『現代アジアの産業発展と国際分業』藤井光男,小林英夫共編著 ミネルヴァ書房 Minerva現代経済学叢書 1997
- 『総合商社 商権の構造変化と21世紀戦略』黄孝春,田中彰共著 ミネルヴァ書房 2003
- 『食と商社』下渡敏治,小田勝己,清水みゆき共著 日本経済評論社 2006

## 論文
- <島田克美